# Возраст счастья
ООО «Возраст счастья» — российская частная компания, проект в сфере социального предпринимательства, посвящённый работе с пожилыми людьми, желающими вести активный образ жизни. Организация занимается проведением лекций, семинаров, обучающих курсов геронтологической тематики, выпускает книги. Создана в 2012 году известным медиа-предпринимателем Владимиром Яковлевым.

## Деятельность
Проект запущен в 2012 году известным российским журналистом Владимиром Яковлевым, основателем издательского дома «Коммерсантъ» и журнала «Сноб», который в течение трёх лет путешествовал по миру в поисках людей, ведущих активный образ жизни после 50. Вместе с единомышленниками он зарегистрировал общество с ограниченной ответственностью «Возраст счастья», при этом должность генерального директора организации заняла Анна Шарафиева.
Основной деятельностью организации является проведение так называемых «гайд-курсов» — платных онлайн-семинаров, проводимых участниками проекта, такими же пожилыми людьми, добившимися каких-то успехов. Лекторы делятся с клиентами своим опытом в той или иной сфере, проводят консультации, дают советы, проводят обсуждения достигнутых результатов и возникающих проблем в группах людей с похожими задачами. Тематика курсов разнообразна, например, проводятся занятия, посвящённые ежедневным утренним пробежкам, похудению, укреплению спины, медитации. Сам Яковлев проводит гайд-курс на тему «Самое время перестать наконец работать на „дядю“». Как правило, первое занятие является бесплатным, но стоимость всего курса, состоящего из нескольких занятий, составляет 4500 рублей.
Проектом реализуется специальный курс «Мама, что ты говоришь?!», уроки правильного общения с пожилыми людьми, подверженными когнитивным нарушениям мозга и страдающими от проблем с социализацией. Иногда сотрудники проекта проводят обучение вживую, так, регулярно проводится 12-дневный лагерь в Таиланде, выездной мастер-курс о том, как получать удовольствие от жизни и хорошо выглядеть. Планируется организация подобного лагеря в Израиле.
В рамках проекта совместно с издательством «Манн, Иванов и Фербер» выпущено несколько книг: «Возраст счастья», «Правила счастья», «Захотела и смогла», «Здоровее будешь», «Другое дело», «Сколько весит счастье», «Хорошо за пятьдесят». В книгах приведены реальные истории старых людей, собранные Владимиром Яковлевым во время путешествий по всему миру. Фоторепортажи «Возраст счастья» положительно отмечались многими иностранными изданиями, в том числе Daily Mail, The Telegraph, Daily News, People, BBC, MSN и др.
По словам Яковлева, несмотря на предоставление платных услуг, компания не имеет большого коммерческого успеха и не ставит главной своей целью получение прибыли, будучи ориентированной в первую очередь на решение социальных проблем. В 2015 году проект вышел на самоокупаемость.